# Eryngium cabrerae
Eryngium cabrerae là một loài thực vật có hoa trong họ Hoa tán. Loài này được Pontiroli mô tả khoa học đầu tiên năm 1966.